# Doksaal van de Sint-Servaasbasiliek
Het doksaal van de Sint-Servaasbasiliek was een gotisch doksaal met een bijbehorend altaar, het Sint-Servaasaltaar, dat van circa 1300 tot 1732 de koorafsluiting vormde in de Sint-Servaaskerk in de Nederlandse stad Maastricht. Van het doksaal met reliëfvoorstellingen van het leven van Sint-Servaas zijn ongeveer vijfentwintig gebeeldhouwde fragmenten bewaard gebleven in de oostcrypte van de kerk. Deze en het eveneens bewaard gebleven Sint-Servaasbeeld, dat op het Sint-Servaasaltaar stond, zijn belangrijke voorbeelden van Maasgotische beeldhouwkunst uit de late dertiende eeuw.

## Geschiedenis
Het gotisch doksaal van de Sint-Servaaskerk heeft mogelijk twee voorgangers gekend. In 1987 werd bij archeologische opgravingen in de kerk een Merovingisch of Karolingisch reliëf gevonden met voorstellingen van de Vlucht naar Egypte en de Kindermoord van Bethlehem. Het fragment is mogelijk afkomstig van de cancelli (koorhekken) van de tweede Merovingische kerk (ca. 675-1000). Een jaar later werd bij opgravingen in de kerk het graf gevonden van de elfde-eeuwse proost Humbertus. In het graf werd een loden grafkruis aangetroffen (thans in de schatkamer van de Sint-Servaasbasiliek) met een opsomming van Humbertus' werkzaamheden in de Sint-Servaaskerk. Daarbij wordt onder andere vermeld dat hij "het ciborie heeft laten bouwen en versieren, dat achter het altaar van de heilige Servaas staat". Of met ciboriv(m) een altaarciborie (een baldakijn boven een altaar) bedoeld is of een doksaal, is niet duidelijk.
Hoewel de datering van het gotische doksaal rond 1300 niet vaststaat (zie hieronder), is wel zeker dat het kerkgebouw in deze periode grootscheeps verbouwd werd. In 1289 maakte proost Gerard van Katzenelnbogen de middelen vrij om deze bouwcampagne te financieren, een besluit dat hij twee jaar later vanuit Parijs bevestigde. In 1324 werd de vernieuwing van de kerk voorlopig afgesloten met de plaatsing van een gotisch raam in het zuidertransept met een stenen beeld van Sint-Servaas aan de binnenzijde van de muurdam. Dit stenen beeld lijkt sprekend op het houten Sint-Servaasbeeld dat omstreeks dezelfde tijd op of boven een altaar vóór het nieuwe doksaal werd geplaatst.
De plaats van het doksaal en het Sint-Servaasaltaar midden in de Sint-Servaaskerk boven het graf van de heilige was hoogst symbolisch. De architectuurhistoricus Aart Mekking maakte een uitgebreide studie over de manier waarop de architectuur en de inrichting van de kerk het streven van de proosten van Sint-Servaas weerspiegelde om de kerk een 'keizerlijke uitstraling' te geven. Van groot belang was daarbij de plaatsing in één lijn (in medio ecclesiae) van achtereenvolgens het Westwerkaltaar, de cenotaaf van Monulfus en Gondulfus, het Sint-Servaasaltaar en, haast onzichtbaar achter het doksaal, het hoogaltaar met de Noodkist van Sint-Servaas en de vier vergulde reliekhouders van Maastrichtse bisschoppen. De monumentale route door de kerk die op die manier was ontstaan, moet op bezoekers grote indruk hebben gemaakt en was volgens Mekking "een van de meest indrukwekkende architectonische en liturgische disposities die de architectuur in het Heilige Romeinse Rijk in de Middeleeuwen heeft voortgebracht".

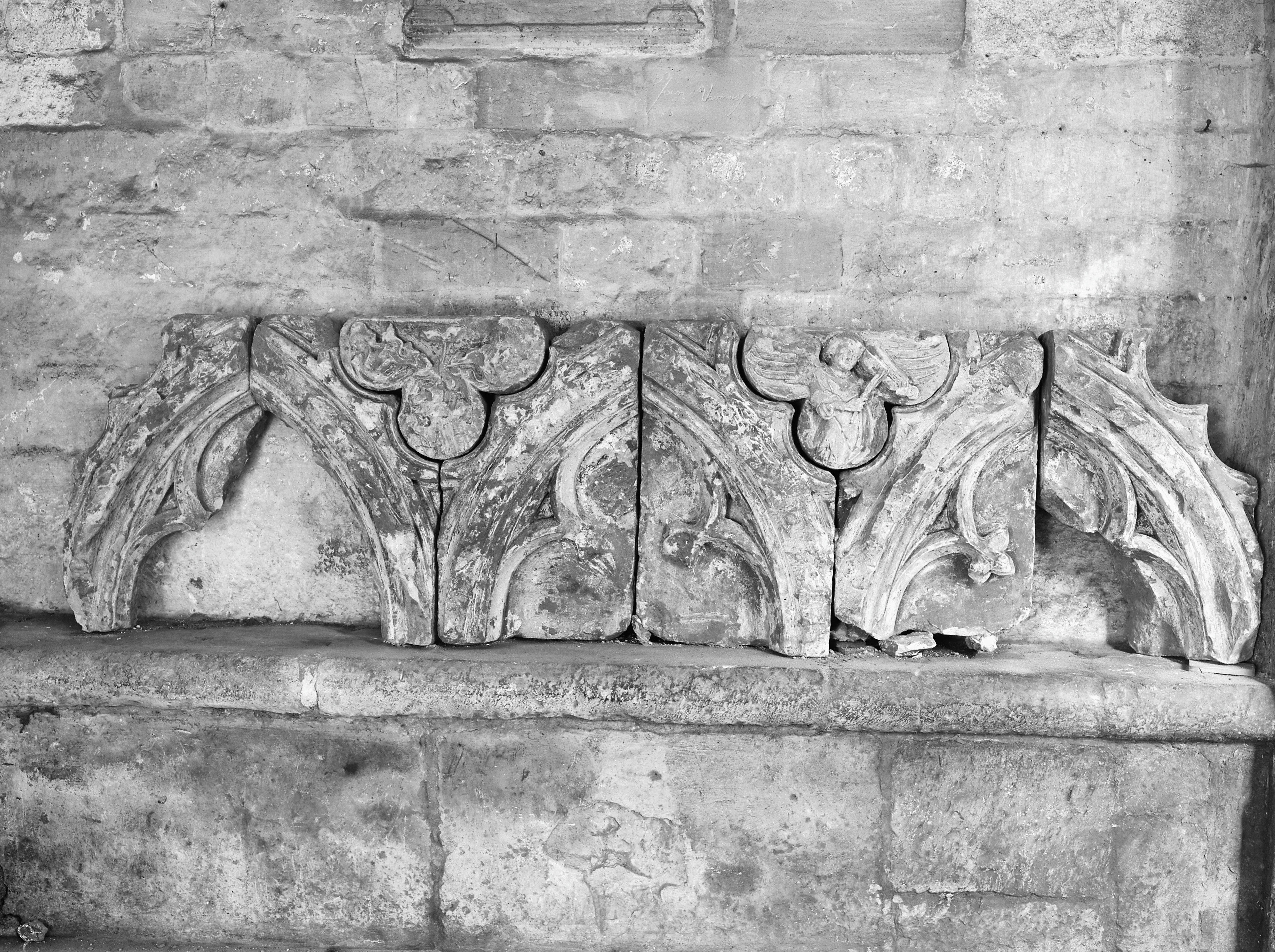
Doksaalfragmenten in de kloostergang, 1915

In de Ordinarius Custodum van de kerk, aangelegd in de late dertiende eeuw en bijgewerkt tot circa 1600, is te lezen hoe het altaar van Sint-Servaas een centrale rol speelde bij allerlei plechtigheden, onder andere bij processies, reliekentoningen en het inhalen van een nieuwe proost. Onder proost Jan van Eynatten, volgens Herbenus een groot vereerder van Sint-Servaas, vonden omstreeks 1500 verdere verfraaiingen plaats aan het koor en doksaal, waaronder bronsgietwerk, waarschijnlijk van de hand van Aert van Tricht. Omstreeks 1600 werd het doksaal gerestaureerd, wellicht na beschadiging tijdens de Beeldenstorm. Rond diezelfde tijd werd het beeld van Sint-Servaas, dat tot die tijd waarschijnlijk gepolychromeerd was, verguld. Na de Contrareformatie werd in veel katholieke kerken het doksaal verwijderd omdat men het belangrijk achtte dat het gewone volk de handelingen op het hoogaltaar kon volgen. In de Sint-Servaas verdween het doksaal in 1732. Het edelsmeedwerk van Aert van Tricht was al in 1711 ontmanteld. Een deel ervan, bestaande uit bronzen apostel- en evangelistenfiguren afgewisseld met koperen kandelaren, kreeg een plaats boven het nieuwe barokke koorgestoelte. Bij de opheffing van het kapittel in 1797 is dit met het merendeel van de kerkinventaris verloren geraakt.
In 1915 zijn door J. Kalf een aantal fragmenten van het doksaal teruggevonden in het oostelijk deel van het schip. Kennelijk waren ze na de sloop ter plekke begraven onder de kerkvloer. Enkele stukken werden tentoongesteld in de Schatkamer, andere werden ingemetseld in een muur in de oostelijke kruisgang of verdwenen in het depot. Na de kerkrestauratie in de jaren 1980-90 werden de brokstukken verzameld in een nieuw ingericht lapidarium in de oostelijke crypte van de kerk, waar ze op een speciaal daarvoor ontworpen stalen constructie permanent worden tentoongesteld. Bezichtiging van de crypte is uitsluitend mogelijk met een gids.

## Beschrijving

### Architectonische opbouw doksaal
Tot nu toe heeft geen enkele auteur het gewaagd op grond van de gevonden brokstukken en de schaarse geschreven bronnen een reconstructie van het Maastrichtse doksaal te maken. Een doksaal bestaat over het algemeen uit een tribune, gedragen door een open arcade of een muur. In het laatste geval zijn er één of meerdere openingen om vanuit het schip op het priesterkoor te komen. De Duitse kunsthistorica Renate Kroos ontdekte in een document uit 1613 dat het doksaal aan de kant van het priesterkoor voorzien was van bisschopsbeelden, wellicht de bekende reeks van eenentwintig heilige bisschoppen van Maastricht. In dat geval stonden waarschijnlijk aan weerszijden van het Sint-Servaasbeeld tien bisschoppen opgesteld. In het doksaal bevonden zich minimaal twee doorgangen naar het koor. Mogelijk stond er op het doksaal een kruis. In 1539 wordt een kerkorgel "voor het koor" genoemd. In 1644 beklaagde men zich over de smalle, ongemakkelijke trappen, waardoor de koorkleding stuk ging.
Alle bewaard gebleven fragmenten van het oksaal bestaan uit gebeeldhouwde stukken mergelsteen die oorspronkelijk beschilderd waren. Van deze polychromie zijn nog hier en daar resten zichtbaar. Ongeveer de helft van de circa 23 brokstukken zijn spitsboog- en andere architectuurfragmenten, die de bouwkundige hoofdstructuur van het doksaal vormden. De andere helft bestaat uit figuratief beeldhouwwerk.

### Spitsboogfragmenten

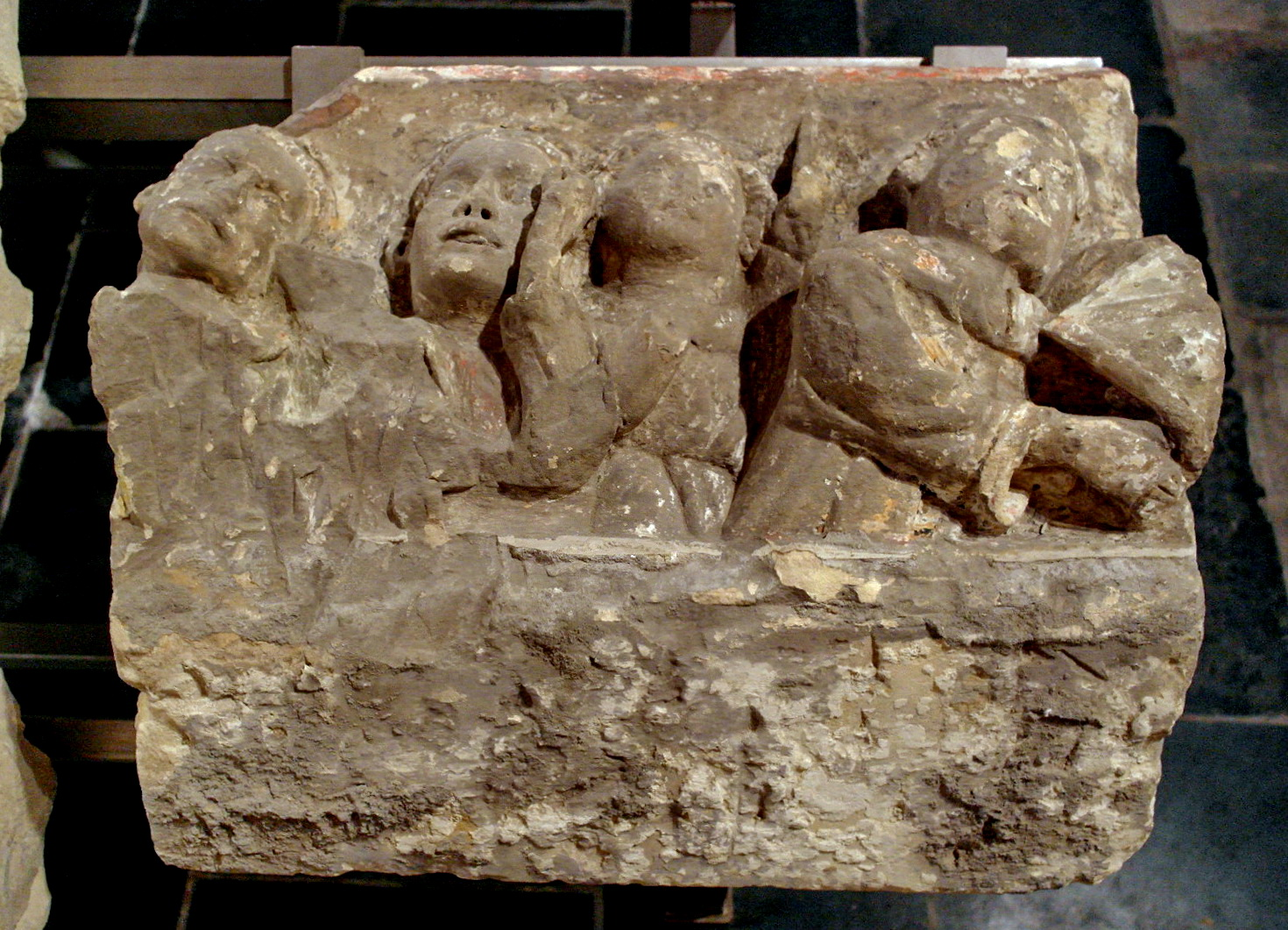
"Koorknapensteen"

De spitsboogfragmenten vormen samen een arcade van minimaal vijf spitsbogen. Mogelijk stonden hier de genoemde bisschoppenbeelden onder. De spitsbogen zijn aan de binnenzijde voorzien van gotisch maaswerk (soms blindtraceringen) en aan de buitenzijde van toten. Bij de fragmenten zitten twee driepassen, die precies tussen de spitsbogen passen. Een van deze driepassen is versierd met een musicerende engel, de ander met bladwerk. Ook zijn er een tweetal kapitelen met bladwerkversiering gevonden.

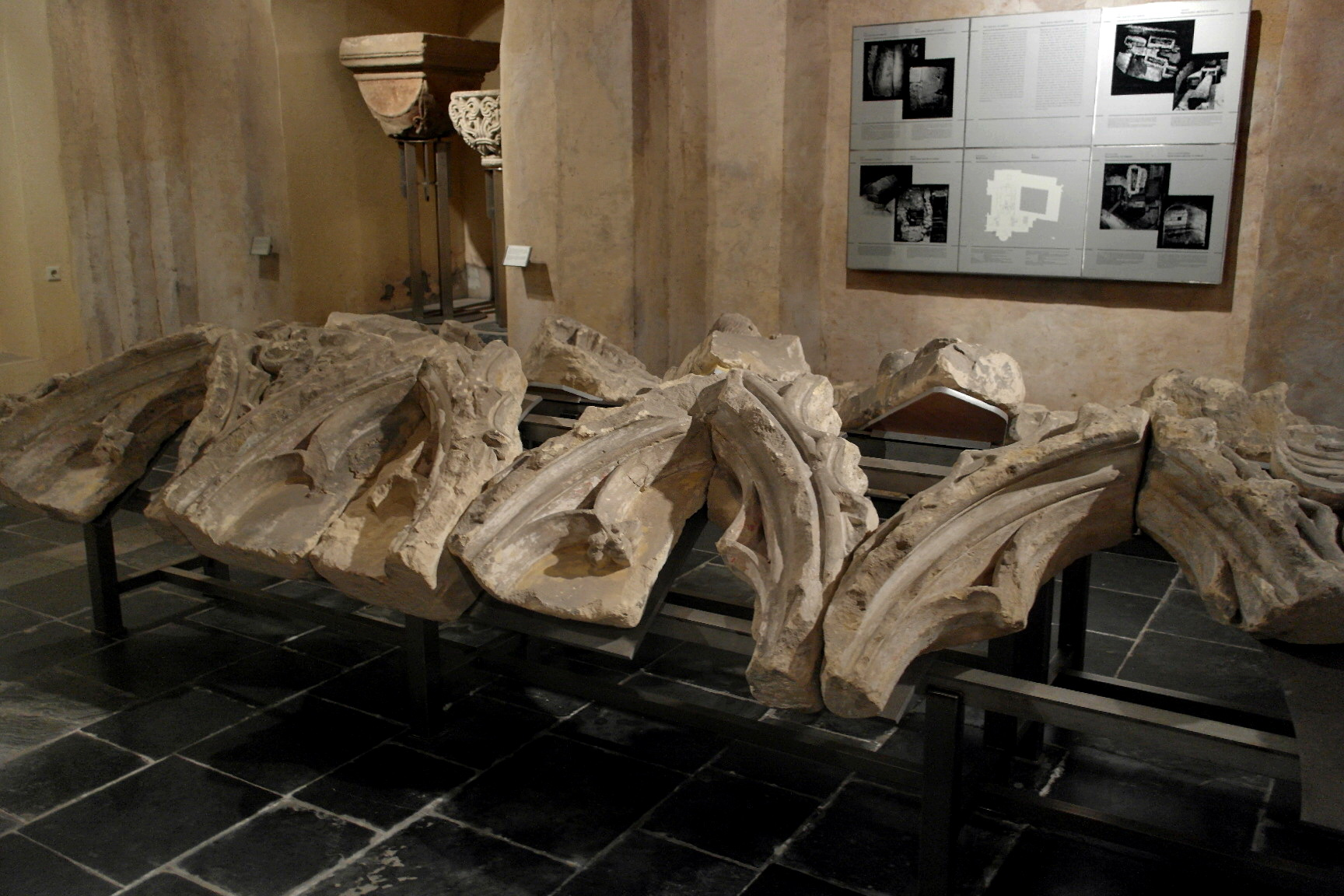
De architectuurfragmenten
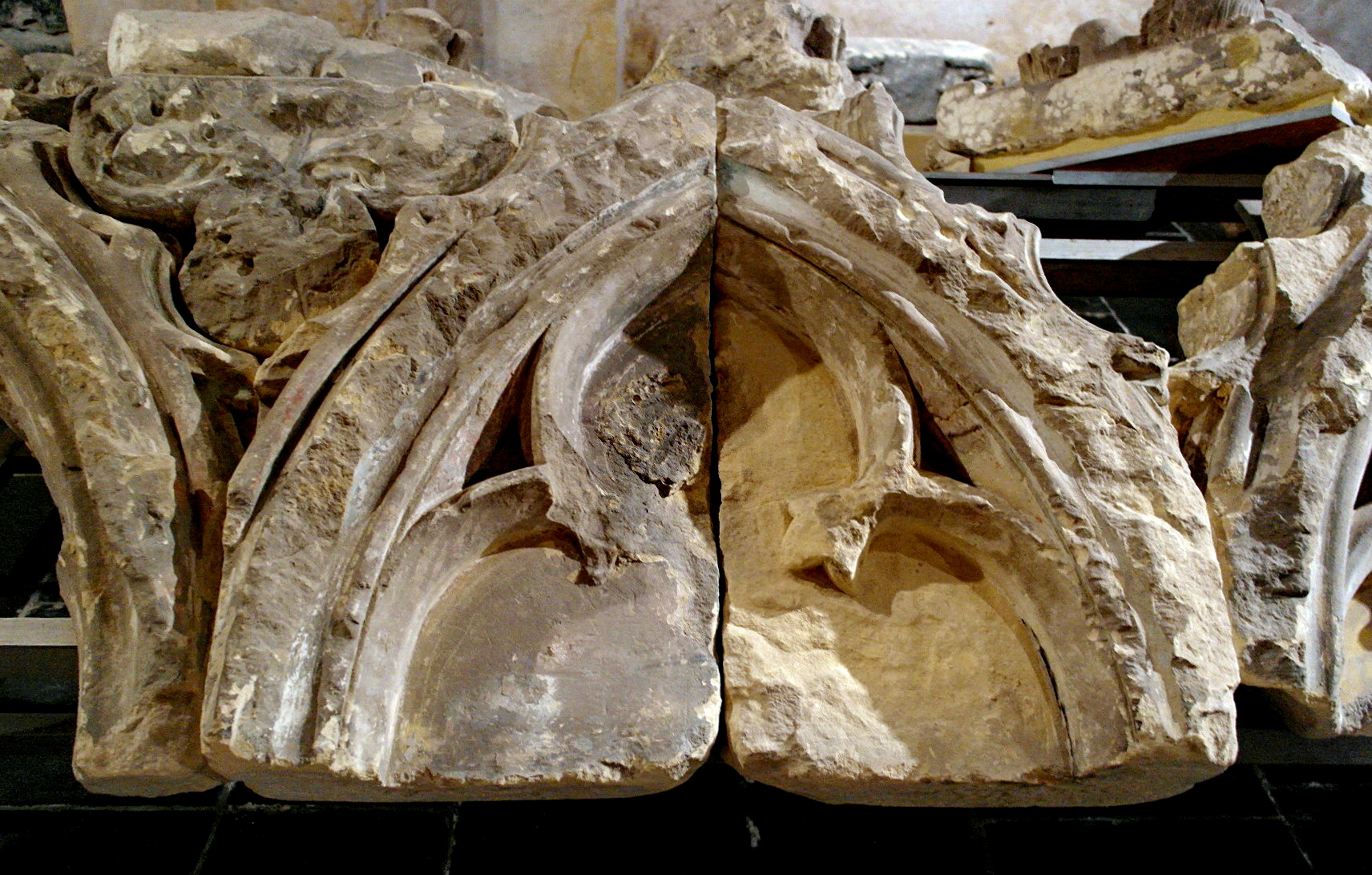
Spitsboog met blindtracering
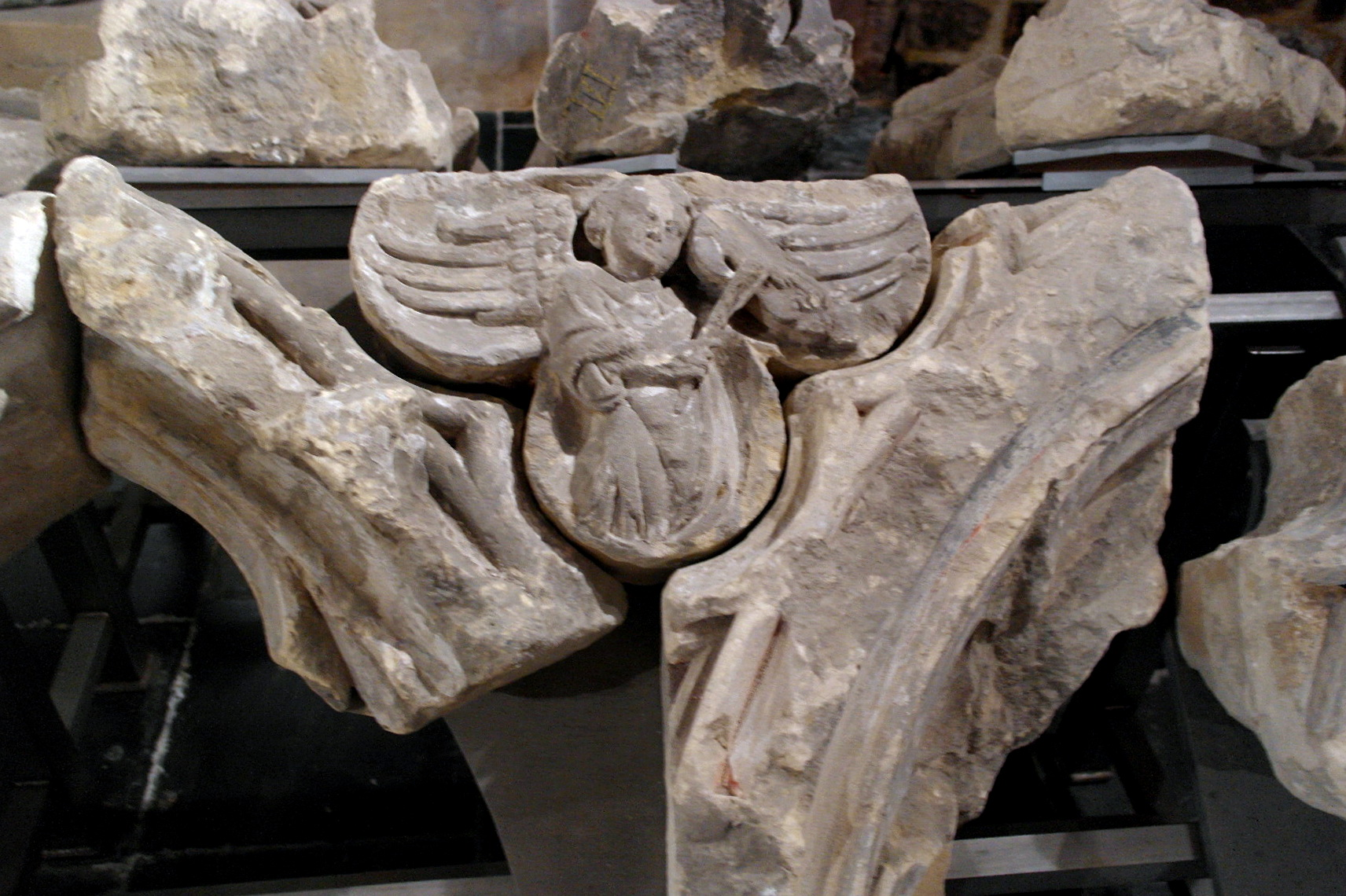
Engel als boogvulling
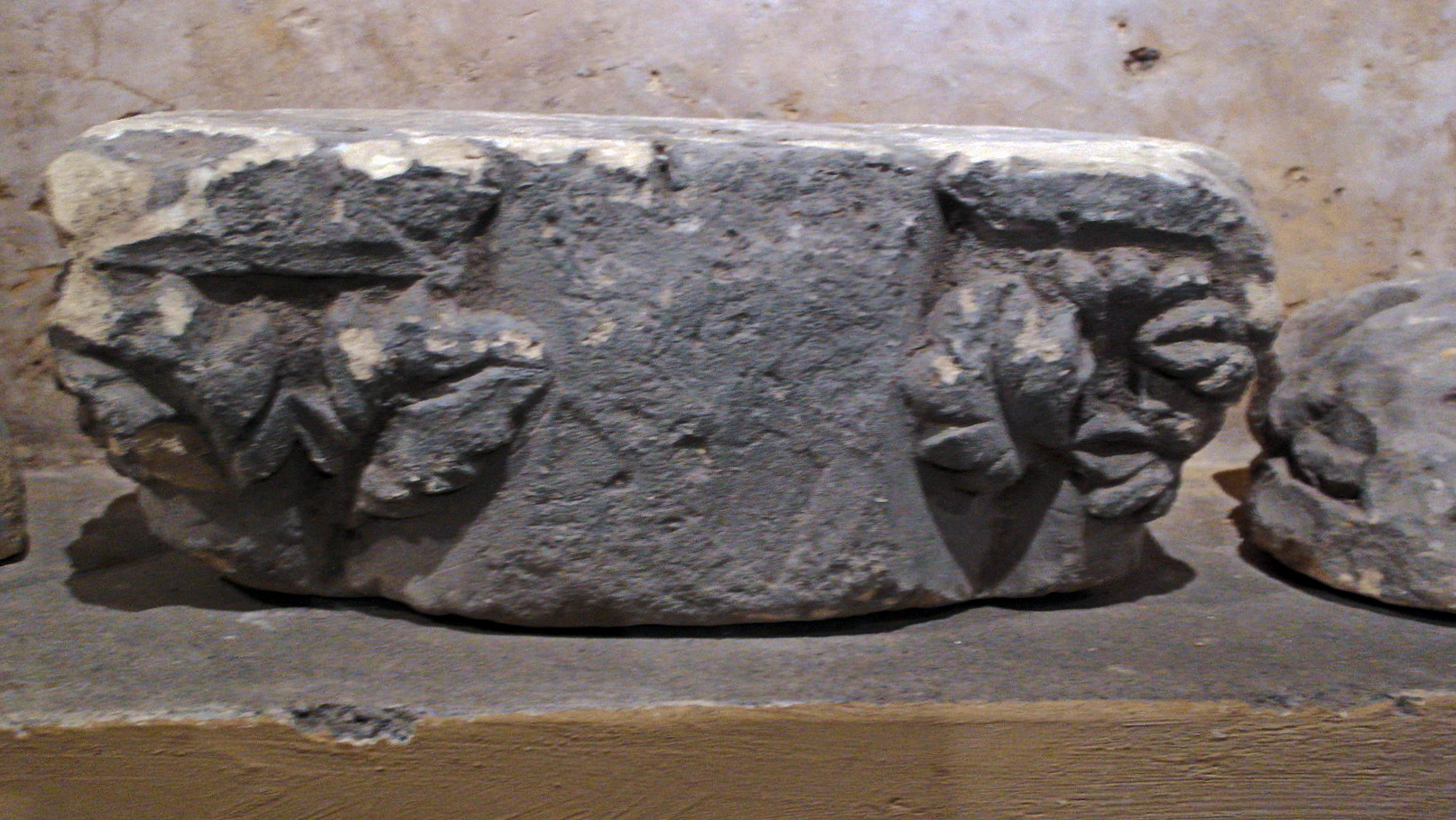
Bladwerkkapiteel

### Figuratief beeldhouwwerk
De overige brokstukken bestaan uit boogzwikken met voorstellingen uit de Sint-Servaaslegende, zoals die een eeuw eerder door Hendrik van Veldeke op rijm was gezet. Te herkennen zijn onder andere: Attila de Hun die door Sint-Servaas wordt gedoopt, de slapende Sint-Servaas (met Sint-Servaassleutel) die door een adelaar tegen de zon wordt beschermd en Sint-Servaas die met zijn staf een draak, symbool voor het arianisme, doodt. Ongebruikelijk is de manier waarop de figuren binnen de boogzwikken 'meebuigen'. Van enkele stenen, waaronder de zogenaamde "koorknapensteen", een beeld van een zittende Sint-Hubertus en een zwaar beschadigd beeld van een onbekende, zittende bisschop, is niet zeker of ze bij het doksaal hebben behoord.

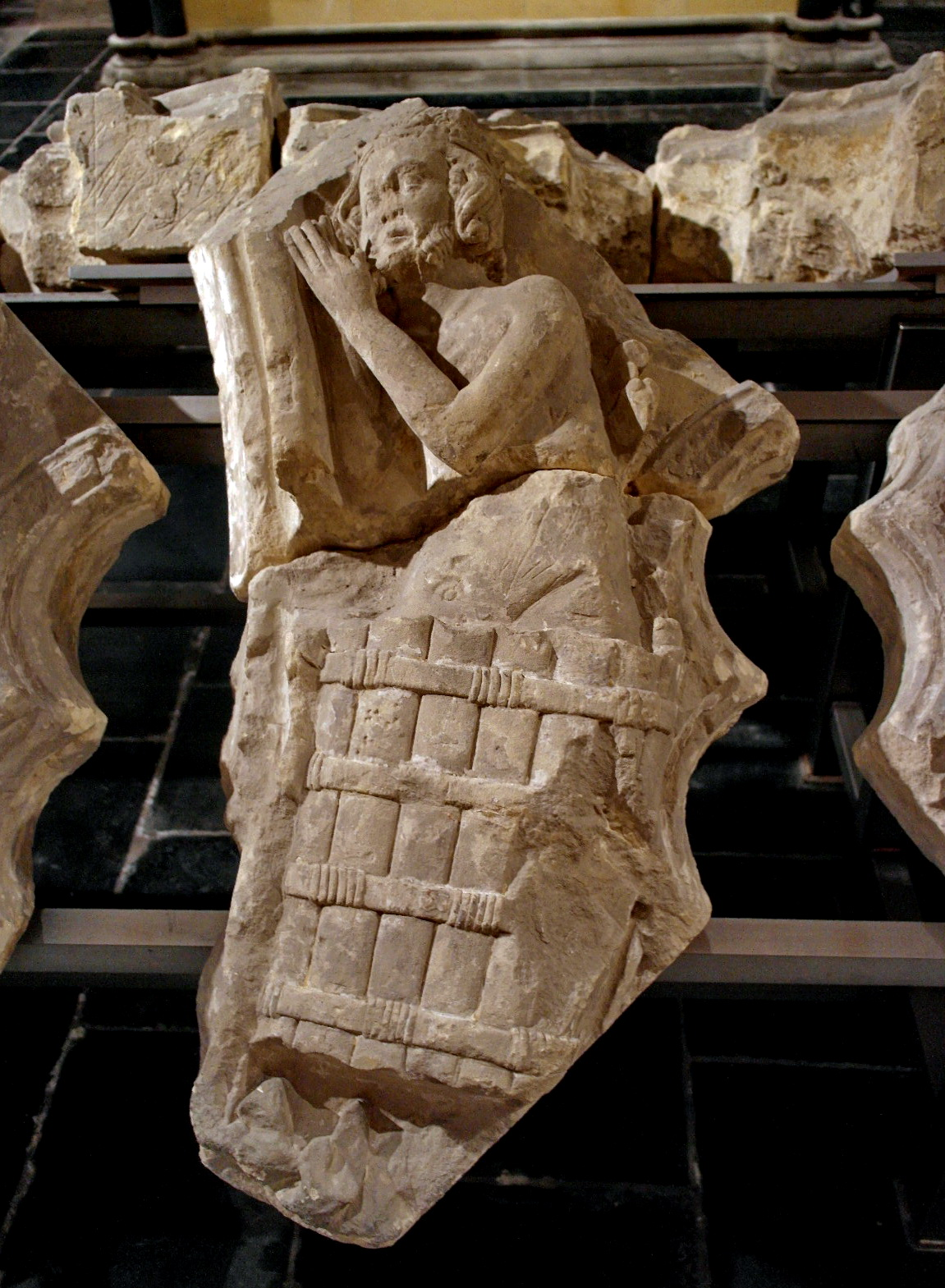
Boogzwik met doop van Attila
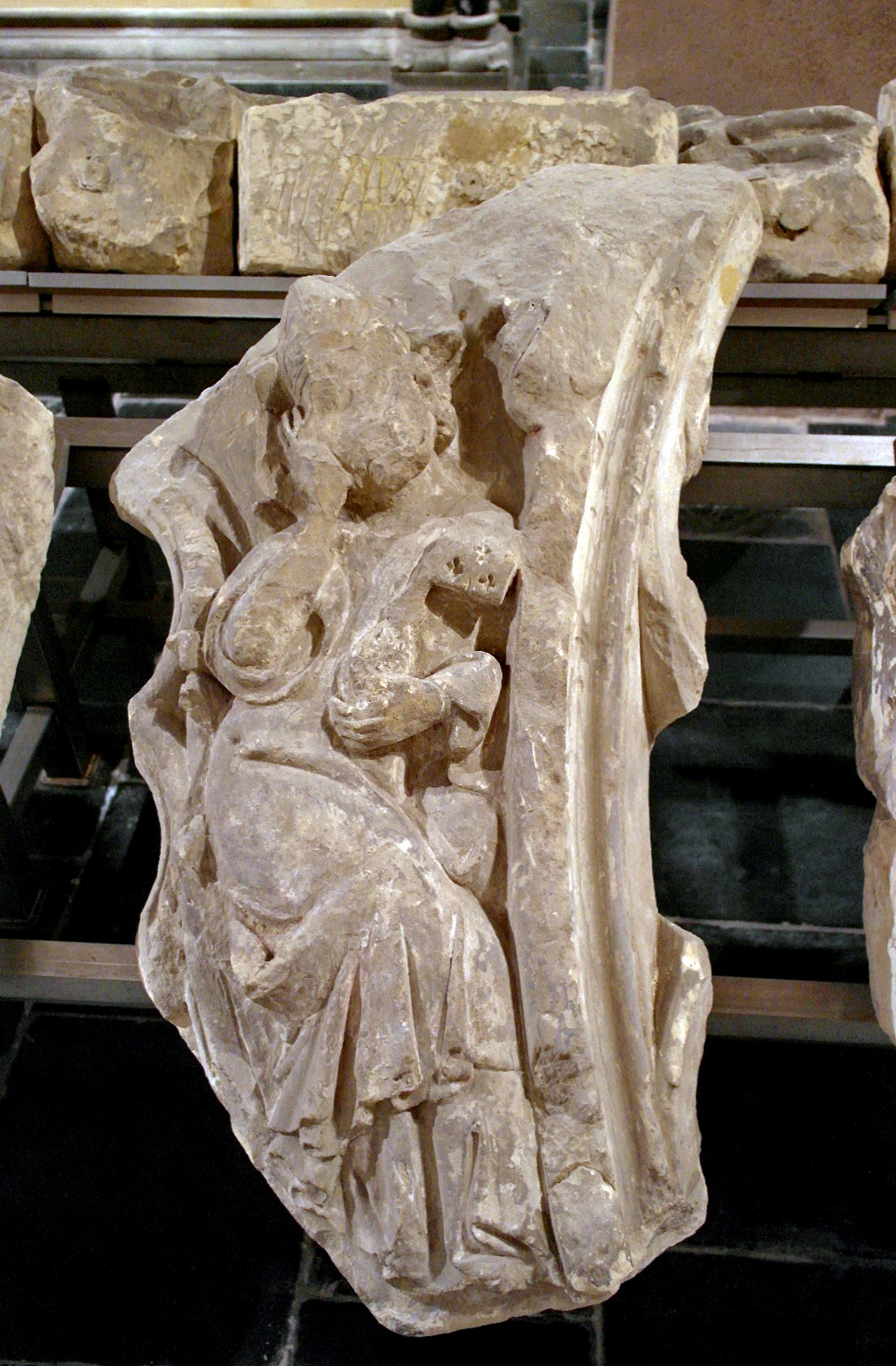
Slapende Sint-Servaas
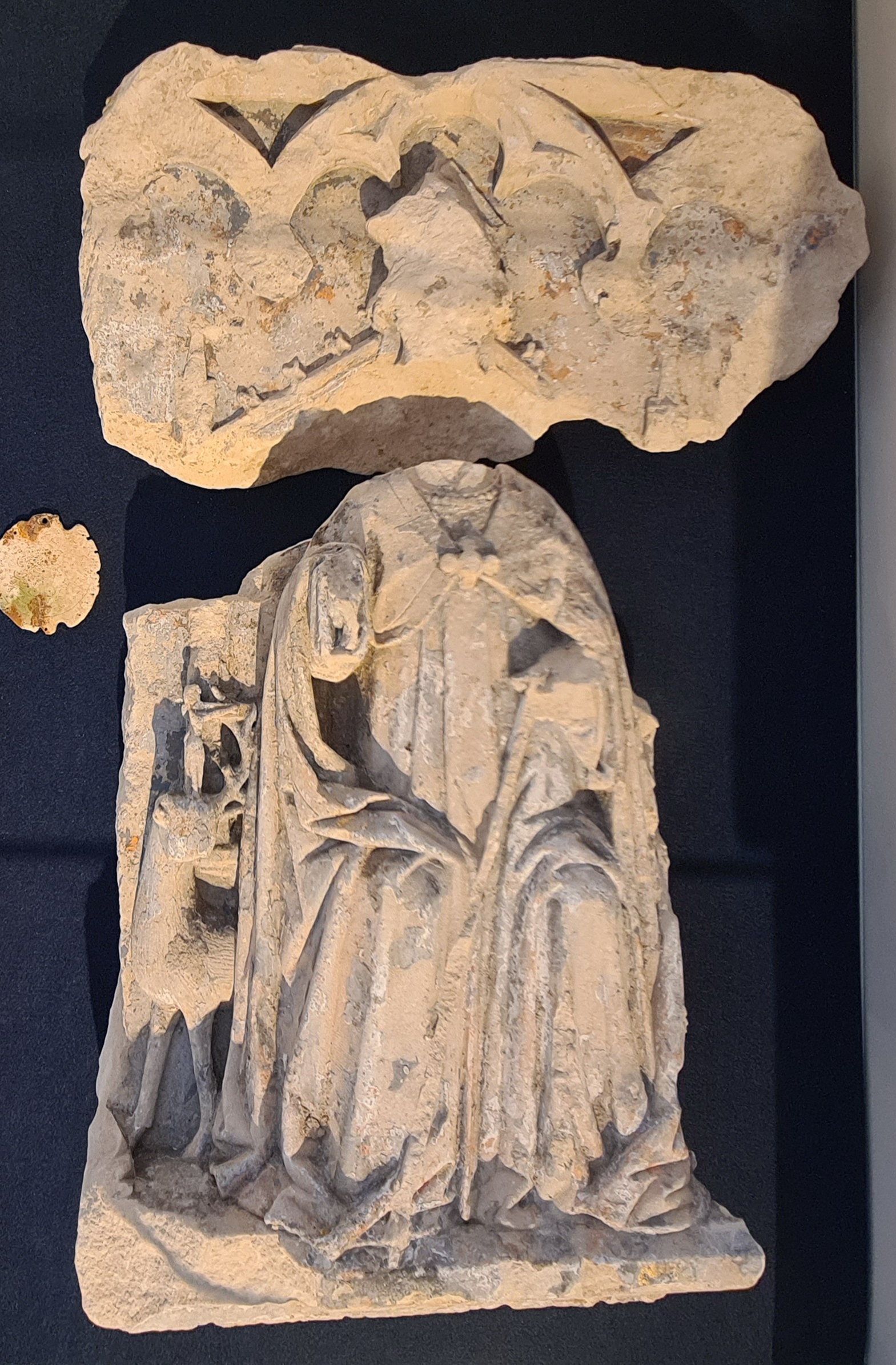
Zittende Sint-Hubertus[noot 2]
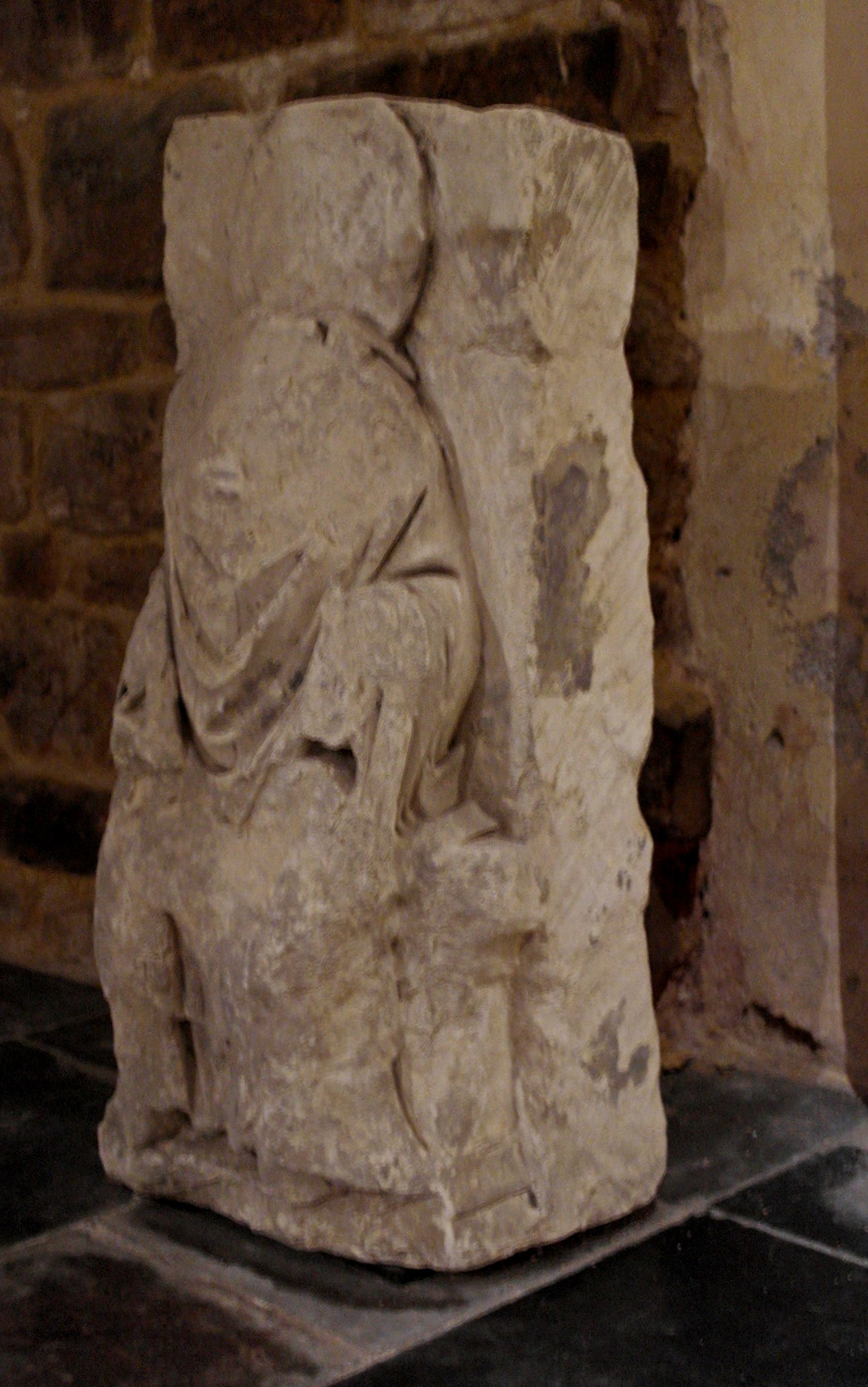
Onbekende bisschop

## Datering en kunsthistorische betekenis

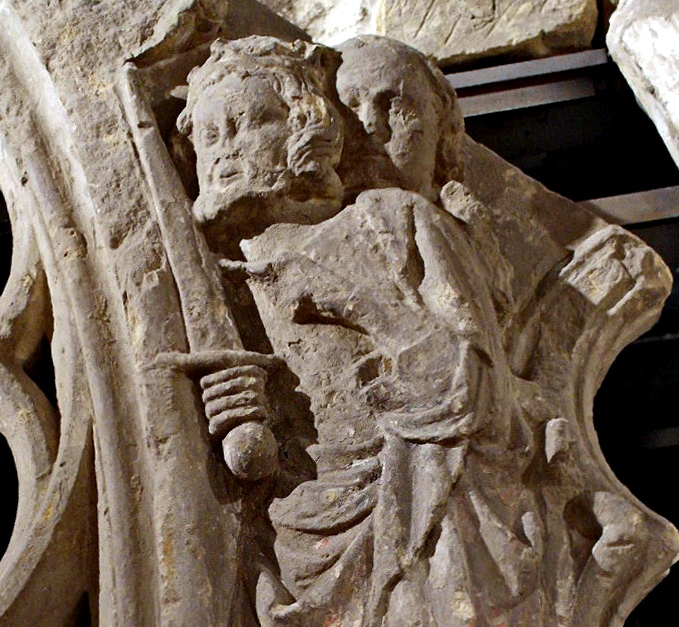
Detail van doksaalfragment: Attila de Hun met zwaard en volgeling

De rijksarchivaris August Flament was de eerste die een poging deed het Maastrichtse doksaal te dateren. Vanwege een incorrecte iconografische interpretatie - hij meende dat de afgebeelde koning Lodewijk XI van Frankrijk voorstelde, die in 1463 de bouw van de Koningskapel sponsorde - dateerde hij het beeldhouwwerk in de vijftiende eeuw, een datering die door andere auteurs werd overgenomen. De Limburgse hoogleraar kunstgeschiedenis Joseph Timmers meende dat het beeld van Sint-Servaas uit het laatste kwart van de veertiende eeuw dateerde. Het doksaal werd door hem niet genoemd. Renate Kroos dateerde zowel het doksaal als het heiligenbeeld op grond van stijlkenmerken in het begin van de veertiende eeuw en Jos Koldeweij volgde haar daarin. Elizabeth den Hartog, ten slotte, droeg in 1992 voldoende argumenten aan om het ontstaan van het doksaal én het beeld omstreeks 1300 te plaatsen. Daarmee behoort het doksaal van de Sint-Servaaskerk tot de oudste in de Nederlanden. Alleen dat van de Sint-Niklaaskerk in Gent, waarvan eveneens slechts fragmenten bewaard zijn gebleven, is ouder.
Den Hartog trof vergelijkbaar beeldhouwwerk aan bij de koningsgraven in de Kathedraal van Saint-Denis, enkele portalen van de Notre-Dame van Parijs, grafmonumenten en ander beeldhouwwerk in de Dom van Mainz, de (afgebroken) Maria ad Graduskerk in diezelfde stad, de Dom van Keulen en bij de zogenaamde Negen helden in de Hansazaal van het raadhuis van Keulen. Zij vermoedt dan ook dat Franse of Rijnlandse beeldhouwers in Maastricht aan het werk zijn geweest. In het laatste geval mogelijk dezelfden die in 1279 in Luik het westportaal van de (verwoeste) Sint-Lambertuskathedraal bouwden. Voor de 'meebuigende' figuren in de Maastrichtse boogzwikken bestaat geen parallel. Bij andere gotische doksalen staan de figuren rechtop tussen de spitsbogen, zoals bij de boogzwikken van het doksaal van de kathedraal van Bourges is te zien. Mogelijk was de positionering van de figuren in de Sint-Servaas een experiment, ontleend aan de opbouw van gotische portalen met archivolten. Het resultaat is enigszins geforceerd en het experiment is dan ook niet of nauwelijks herhaald. Pas honderd jaar later zouden vergelijkbare figuren te zien zijn in de zwikken boven de koorvensters van de Sint-Jan in Den Bosch.

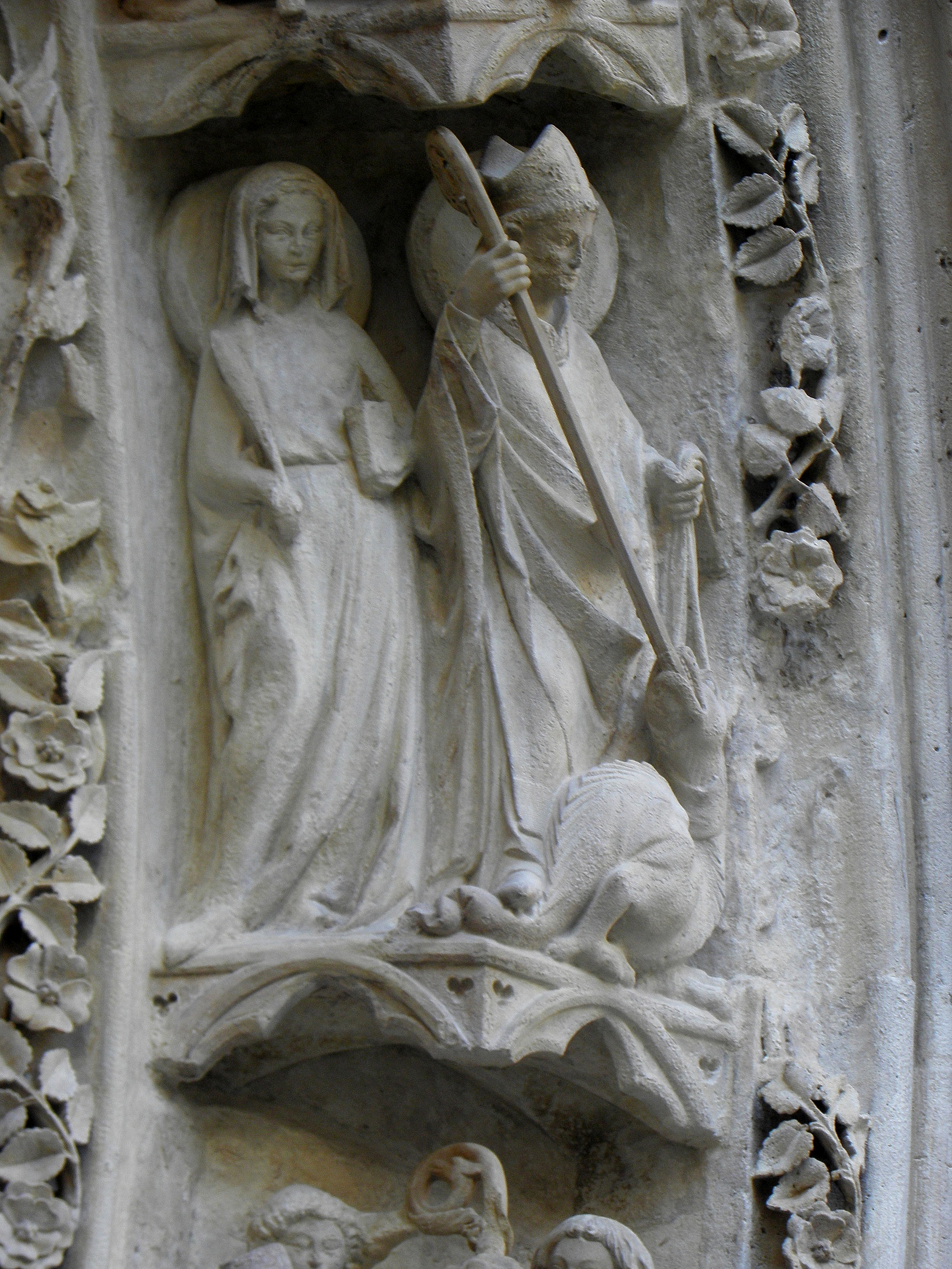
Sint-Vincent doodt de draak, Notre-Dame, Parijs
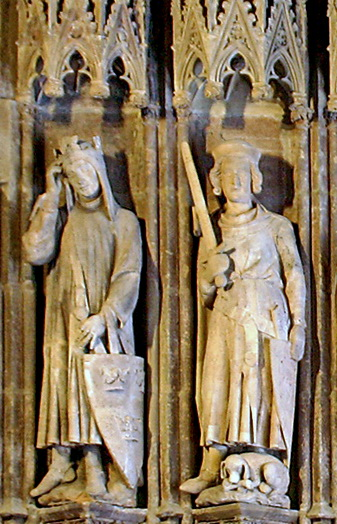
Twee van de Negen helden, raadhuis van Keulen
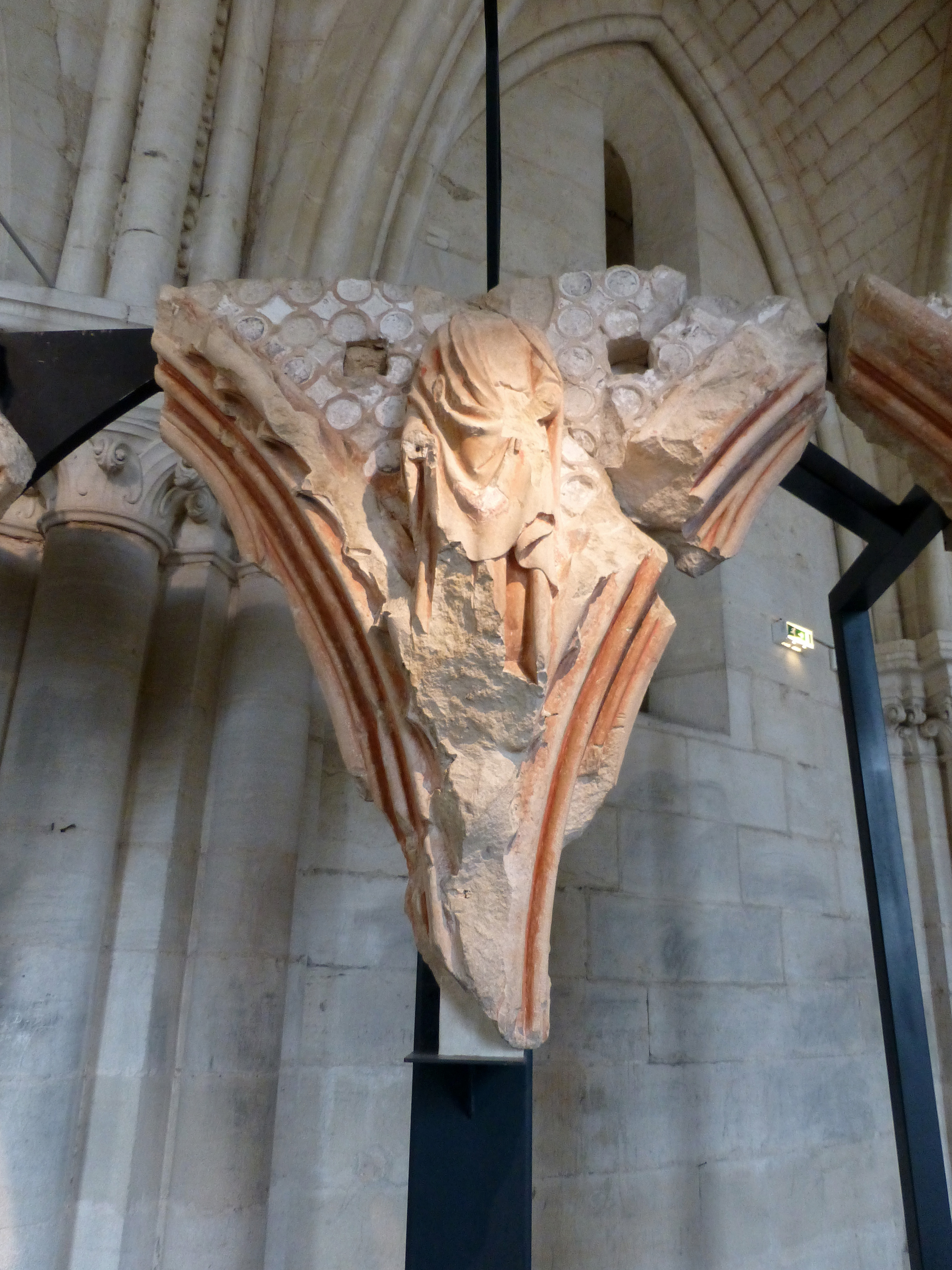
Boogzwikken, doksaal van de kathedraal van Bourges
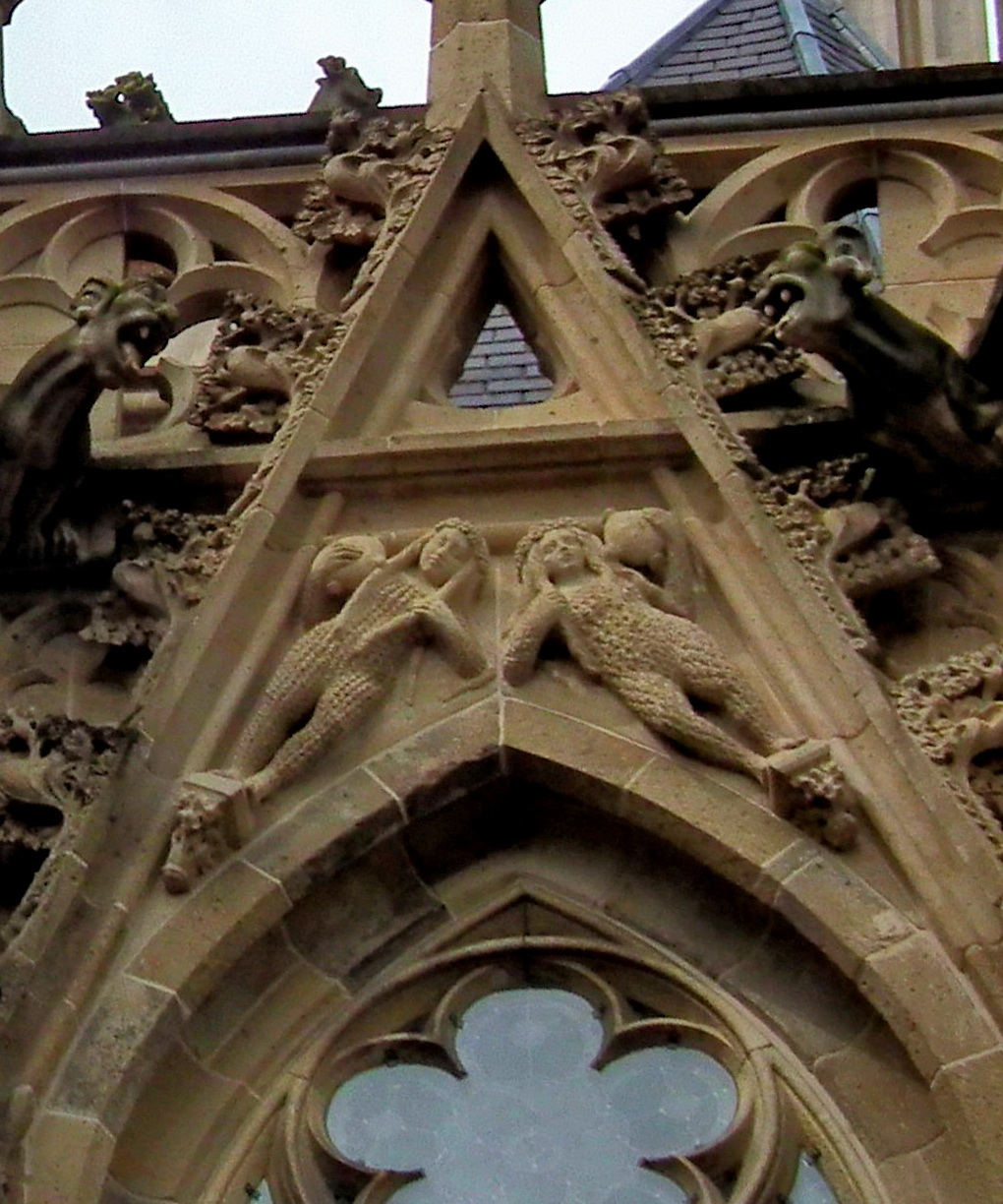
Figuren in boogzwikken, Sint-Janskathedraal, Den Bosch

## Iconografie
Het doksaal verzinnebeeldde in de middeleeuwen de scheiding tussen de hemel (het priesterkoor) en de aarde (de rest van de kerk). Het ontbreken van grote delen van het Maastrichtse doksaal en de sterke slijtage van de gevonden brokstukken maakt het moeilijk een samenhangende iconografie te ontdekken. Een deel van de fragmenten verwijst in elk geval naar de Sint-Servaaslegende, zoals die in de elfde eeuw was opgetekend door Jocundus en in de twaalfde eeuw nog werd uitgebreid door Hendrik van Veldeke in zijn Leven van Sente Servas.
Uit de bewaard gebleven brokstukken valt op te maken dat de beeldhouwer van het doksaal de legende op traditionele wijze heeft weergegeven, zoals dat ook elders gebeurde. Zo zijn er duidelijke overeenkomsten aan te wijzen tussen het doksaal en de acht scènes op het voetstuk van de Sint-Servaasbuste (oorspronkelijk uit 1403). Een voorbeeld is de wijze waarop de slapende Sint-Servaas wordt uitgebeeld: met mijter op en bisschopsstaf en sleutel vastklemmend. Frappant is hoe het 'doopvont' van Attila op het doksaal lijkt te zijn gekopieerd in het Blokboek van Sint-Servaas (ca. 1460), alsof de tekenaar daarvoor eerst het doksaal heeft bestudeerd. In het Blokboek worden tevens musicerende engelen genoemd. Ook andere scènes uit de Sint-Servaaslegende, zoals het ontvangen van de bisschoppelijke waardigheid, het laten ontspringen van een bron met de bisschopsstaf en de bestraffing van druiven stelende kinderen, worden telkens op dezelfde manier weergegeven. Enkele fragmenten zijn moeilijker binnen dit verhaal te plaatsen, zoals de vier knapen. Dat laatste vertoont enige overeenkomsten met een fragment op het doksaal van de kathedraal van Bourges, dat de verdoemden verbeeldt, een thema dat ook uitgebreid aan de orde komt op de twaalfde-eeuwse Noodkist van Sint-Servaas.

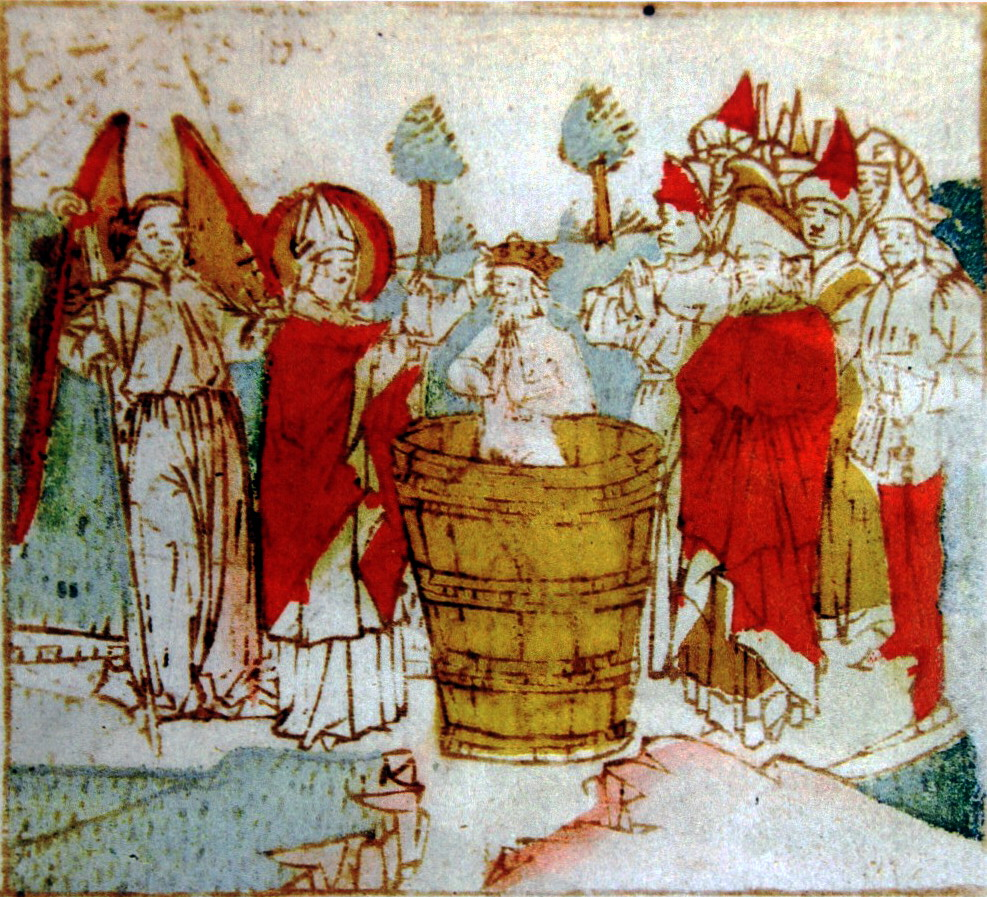
Blokboek van Sint-Servaas: doop van Attila
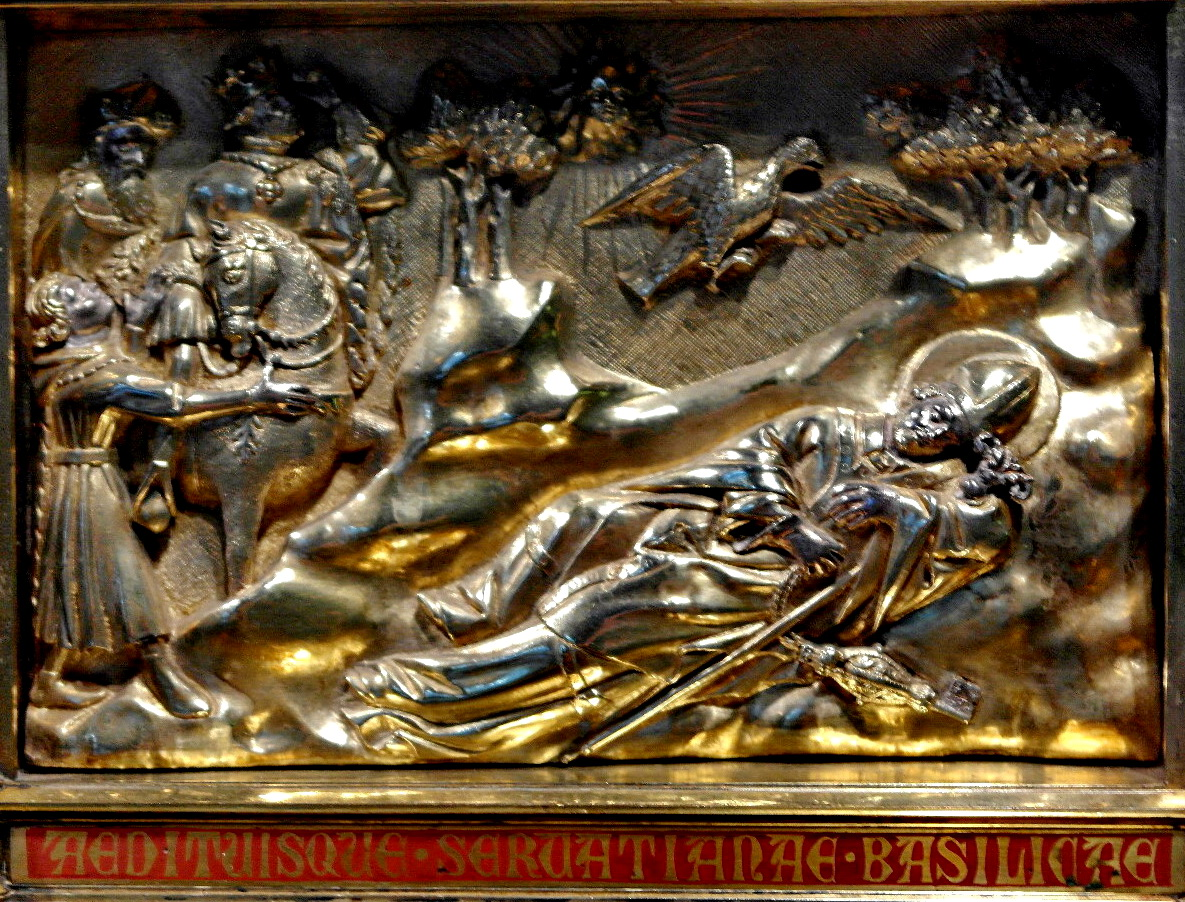
Reliekbuste van Sint-Servaas: slapende Servaas
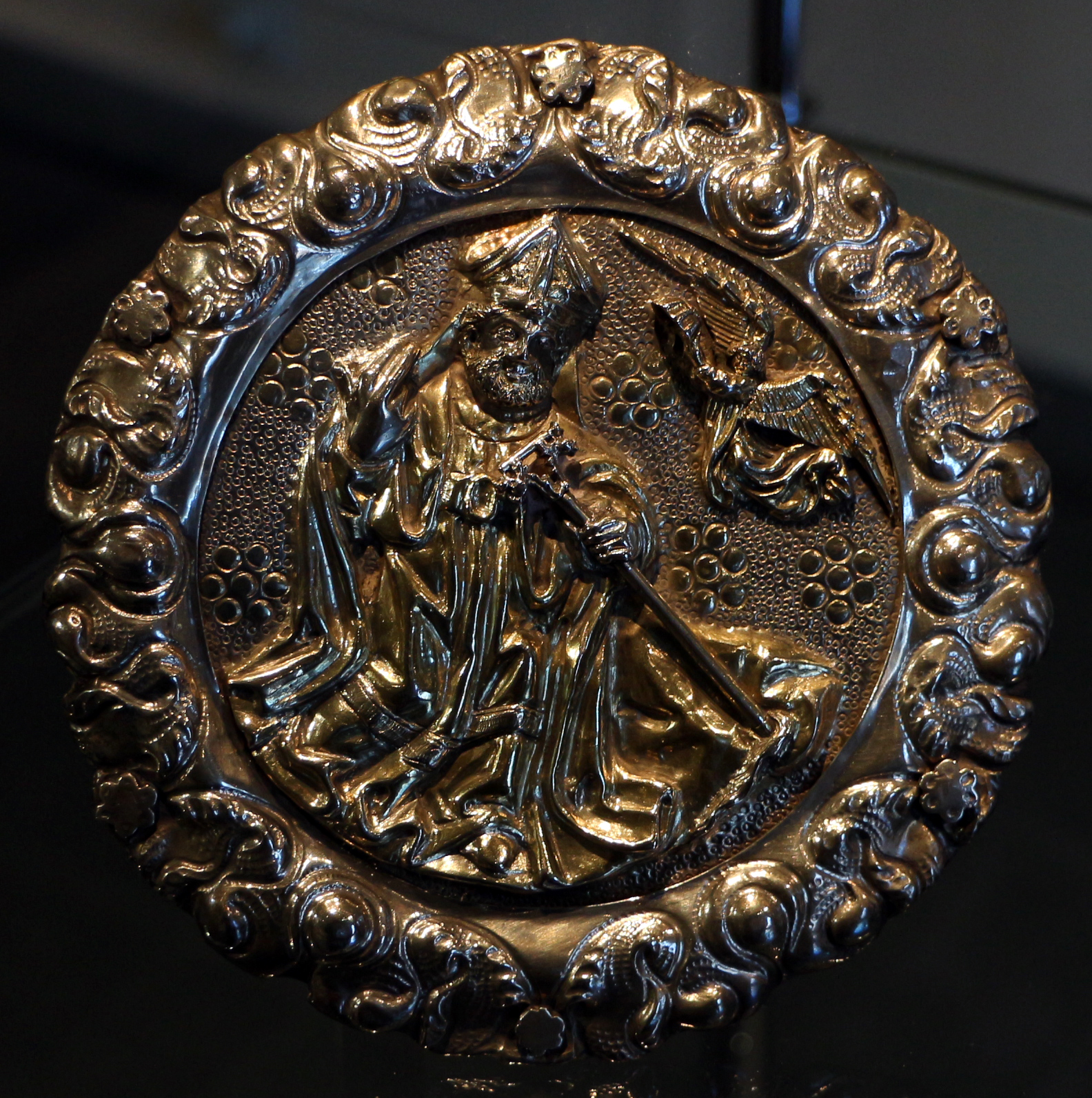
Mantelspeld: Sint-Servaas doet een bron ontspringen
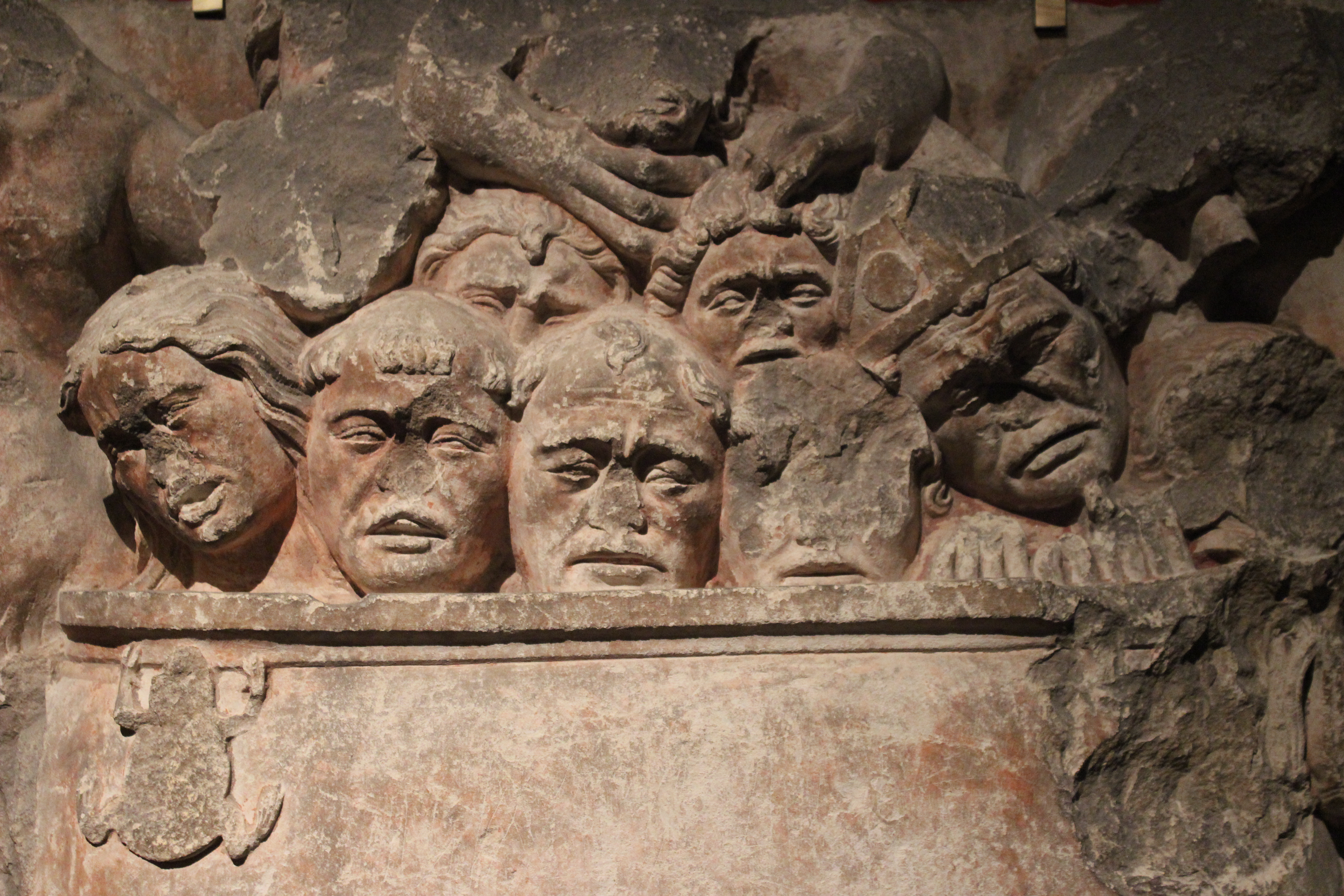
Doksaal kathedraal van Bourges: de verdoemden

## Sint-Servaasaltaar en -beeld
Tot 1732 bevond zich vóór het doksaal, precies boven de Sint-Servaascrypte met het graf van de heilige, het Sint-Servaasaltaar gewijd aan de patroonheilige van kerk en stad. Over het uiterlijk van dit altaar zijn geen gegevens voorhanden. Op of boven het altaar stond het "beeld van Sint-Servaas bij de trappen vóór het koor" (imago Sancti Servatii ad gradus ante chori).
| |  |  |
| Twee altaren van bisschoppen, situatie 19e eeuw, getekend door Ph. van Gulpen en A. Schaepkens. Links het Sint-Servaasaltaar, rechts dat van Sint-Lambertus |  |  |

### Sint-Servaasaltaar
Het oorspronkelijke Sint-Servaasaltaar is waarschijnlijk in 1732 gesloopt, samen met het doksaal. Het Sint-Servaasbeeld bleef behouden en kreeg waarschijnlijk een plek in het noordertransept, tegen de dichtgemetselde doorgang naar het noordelijk Vrijthofportaal. Na de secularisatie in de Franse tijd moest de kerk opnieuw worden ingericht. Het Servaasbeeld stond korte tijd in een gemarmerde nis in de koorapsis, die op neoclassicistische wijze was gestuct als een pilastergevel. Het resultaat was blijkbaar niet bevredigend, want in 1811 verhuisde het beeld terug naar het noordertransept.
Waarschijnlijk stond het toen op een marmeren altaar, dat door Philippe van Gulpen rond het midden van de 19e eeuw is getekend. Uit die tijd dateert ook een olieverfschildering van Alexander Schaepkens, waarop in een zijkapel een altaar met een ander bisschopsbeeld is te zien, waarschijnlijk dat van Sint-Lambertus, dat echter minder oud is. Beide beelden werden in 1884 geplaatst tegen een vieringspijler, aan weerszijden van de altaartrappen. Het marmeren Sint-Servaasaltaar werd verkocht aan de Sint-Stefanuskerk in Val-Meer, waar het zich nog steeds bevindt.

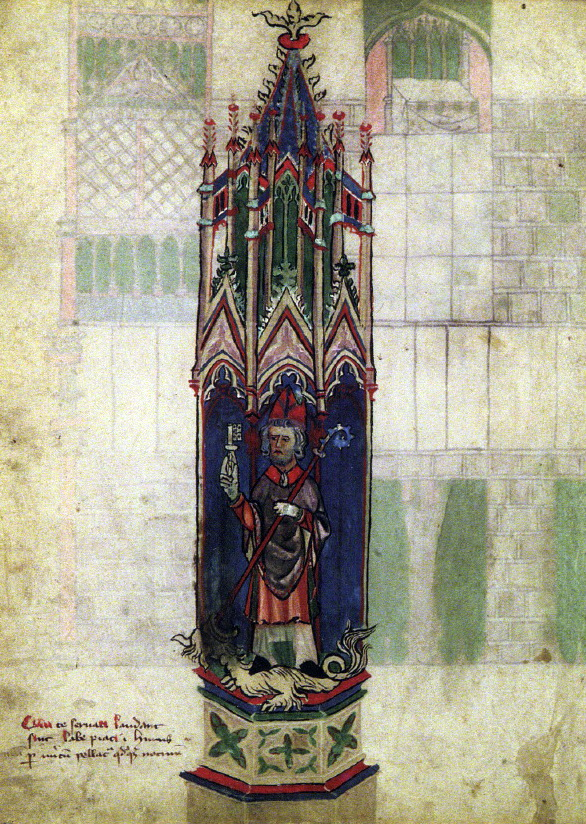
Sint-Servaasbeeld met sokkel en baldakijn, tekening uit ca. 1460

### Sint-Servaasbeeld
Het nog bestaande levensgrote beeld van Sint-Servaas wordt tegenwoordig door de meeste auteurs gedateerd omstreeks 1300. Koldeweij meent dat het in de werkplaats van de Keulse Dom is ontstaan. Het houten beeld was in elk geval vanaf de zestiende eeuw verguld en waarschijnlijk bezet met edelstenen. Na het afbreken van het doksaal en het altaar, is het beeld een eigen leven gaan leiden. Na enige omzwervingen werd het in 1858 en opnieuw in 1884 door Cuypers gerestaureerd, waarna het, voorzien van een neogotisch voetstuk en baldakijn, geplaatst werd tegen de meest noordoostelijke pijler van het schip, links van het priesterkoor. Ter rechterzijde van het koor werd het beeld van Sint-Lambertus geplaatst, dat een sterke gelijkenis hiermee vertoont. In 1884 werden gipsafgietsels van het Sint-Servaasbeeld gemaakt voor het Rijksmuseum in Amsterdam en het bisschoppelijk museum in Haarlem.
Over de lotgevallen van de op een oude pentekening afgebeelde sokkel en het bijbehorend gotisch baldakijn, is niets bekend. De tekening uit circa 1460 is mogelijk een ontwerptekening hiervoor; van twee andere tekeningen uit dezelfde serie wordt vermoed dat ze bedoeld waren als ontwerp voor de laatgotische kruisgang van de kerk en de uit dezelfde tijd daterende Koningskapel. Mogelijk waren de sokkel en het baldakijn van natuursteen, wellicht gepolychromeerd, en op een of andere manier aan het doksaal bevestigd of er deel van uitmakend. Het huidige, neogotische baldakijn boven het beeld is afkomstig van het atelier Cuypers-Stoltzenberg. De gelijkenis met het baldakijn op de vijftiende-eeuwse tekening is niet toevallig; hoewel de bewuste tekening pas in de jaren 1960 werd herontdekt, waren in de tijd van Cuypers kopieën ervan bekend.

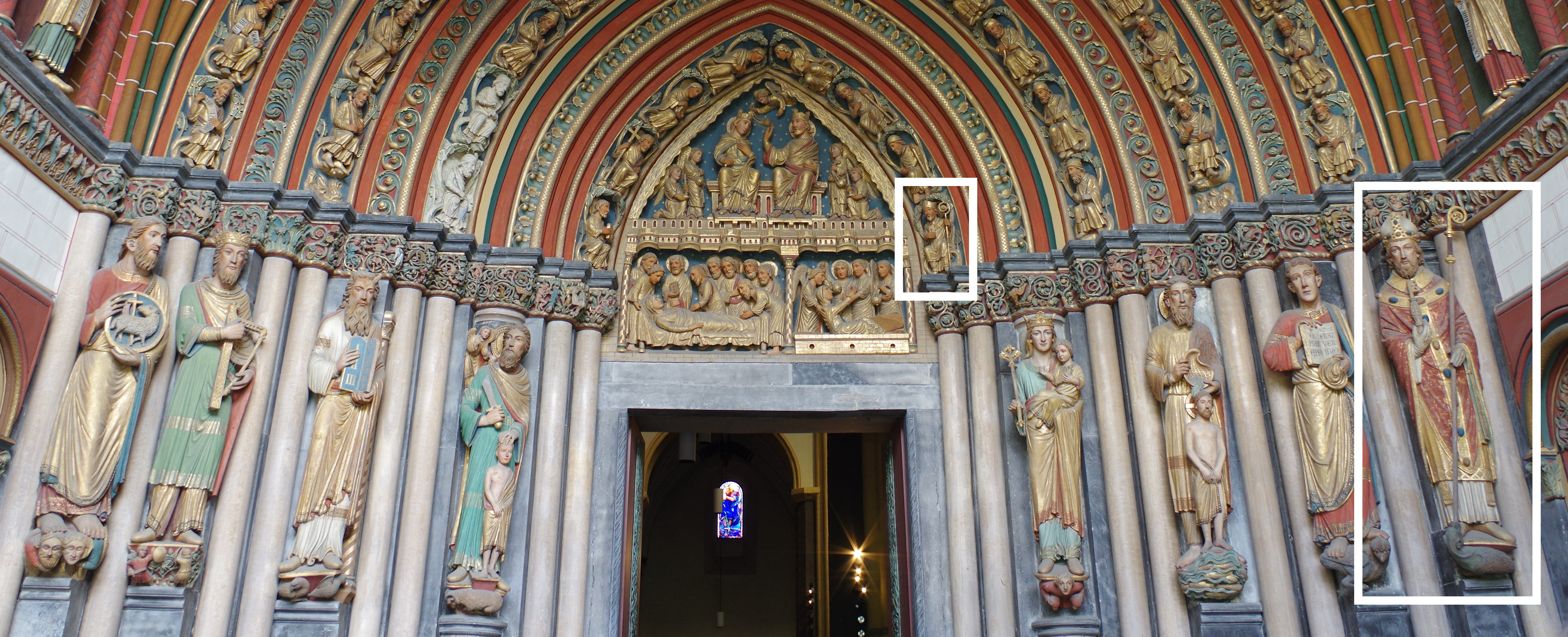
De 'oude' en 'nieuwe' Sint-Servaas in het Bergportaal van de Sint-Servaasbasiliek

Het Sint-Servaasbeeld uit circa 1300 is de uitgekristalliseerde versie van het beeld van de heilige, zoals dat al in de loop van de twaalfde en dertiende eeuw evolueerde in vroege beeldhouwwerken, pelgrimstekens en zegels, en dat in de eeuwen daarna nauwelijks meer zou veranderen. Een fraai voorbeeld van deze ontwikkeling is te zien in het Bergportaal, dat in twee fasen is ontstaan en dat uit beide periodes een beeld van Sint-Servaas heeft bewaard. Het beeld – eigenlijk een halfreliëf – uit de eerste periode bevindt zich in de binnenste archivolt en dateert uit ca. 1170-80. Het is nog vrij statisch, te vergelijken met de Sint-Servaas op de Noodkist uit dezelfde tijd. Het andere beeld behoort bij de acht statues-colonnes van het portaal, kariatide-achtige beelden die zijn te dateren omstreeks 1200-15. Deze Sint-Servaas is al helemaal het beeld van de heilige zoals het Sint-Servaaskapittel dat wenste uit te dragen: Sint-Servaas gekleed als bisschop, staande boven op de draak die hij met zijn bisschopsstaf doodt en met de opgeheven sleutel in zijn rechterhand. Volgens de kunsthistoricus Koldeweij, gespecialiseerd in de geschiedenis van de Sint-Servaasdevotie, zijn van de circa tweeduizend bekende afbeeldingen van de heilige verreweg de meeste geïnspireerd door dit beeld.

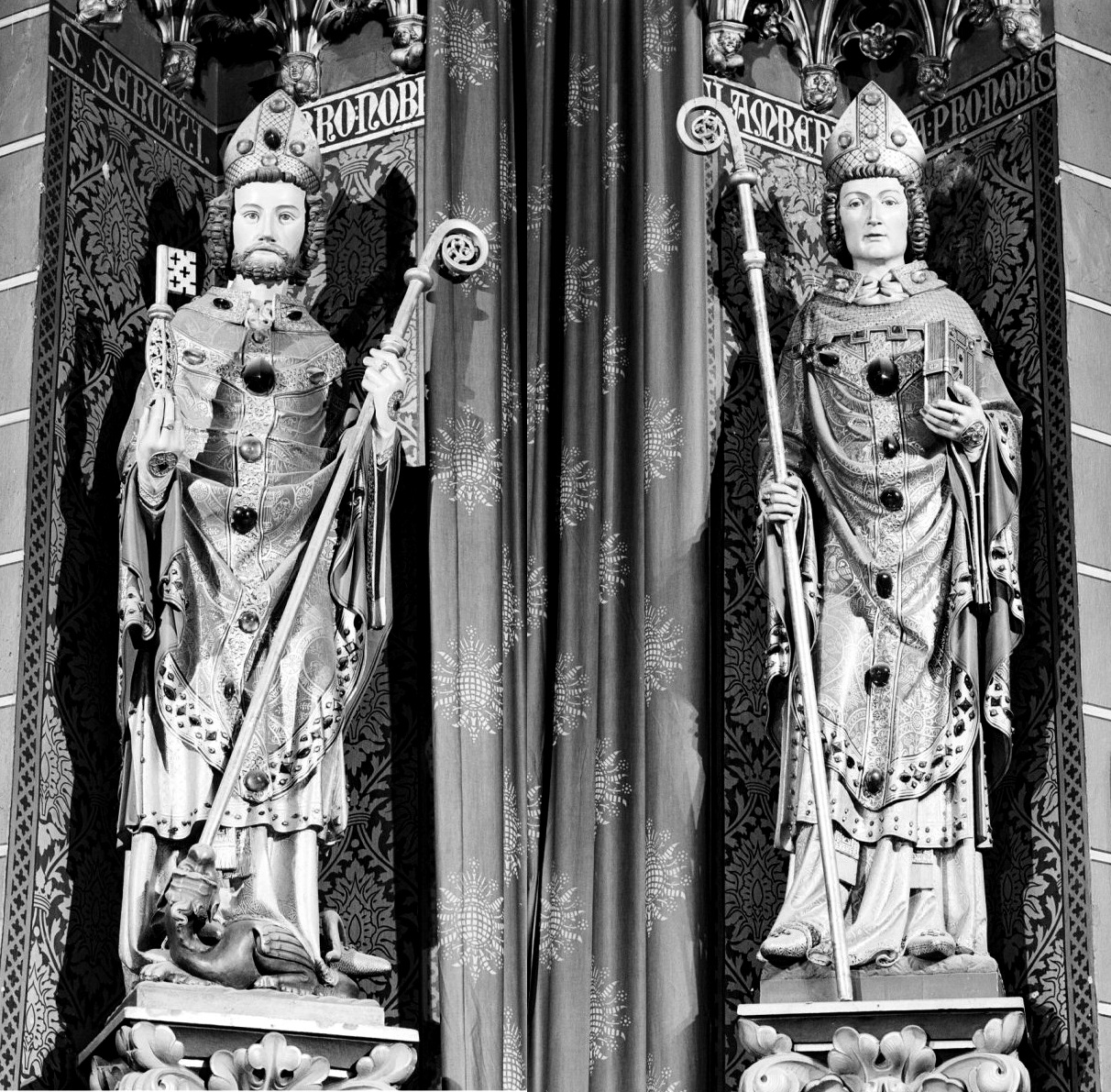
Sint-Servaas en Lambertus (montage van foto's uit 1978)
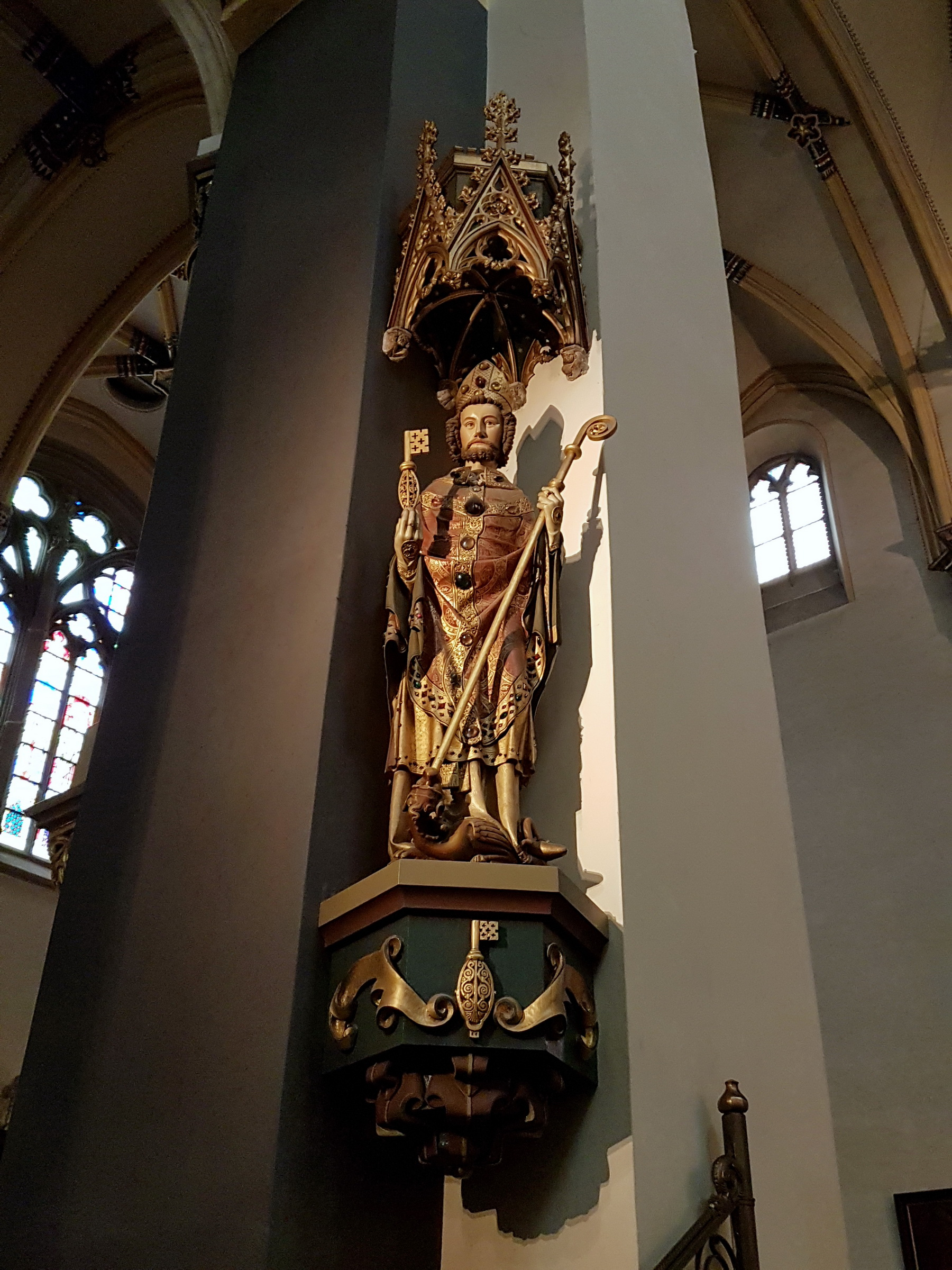
Sint-Servaasbeeld (ca. 1300) met sokkel en baldakijn
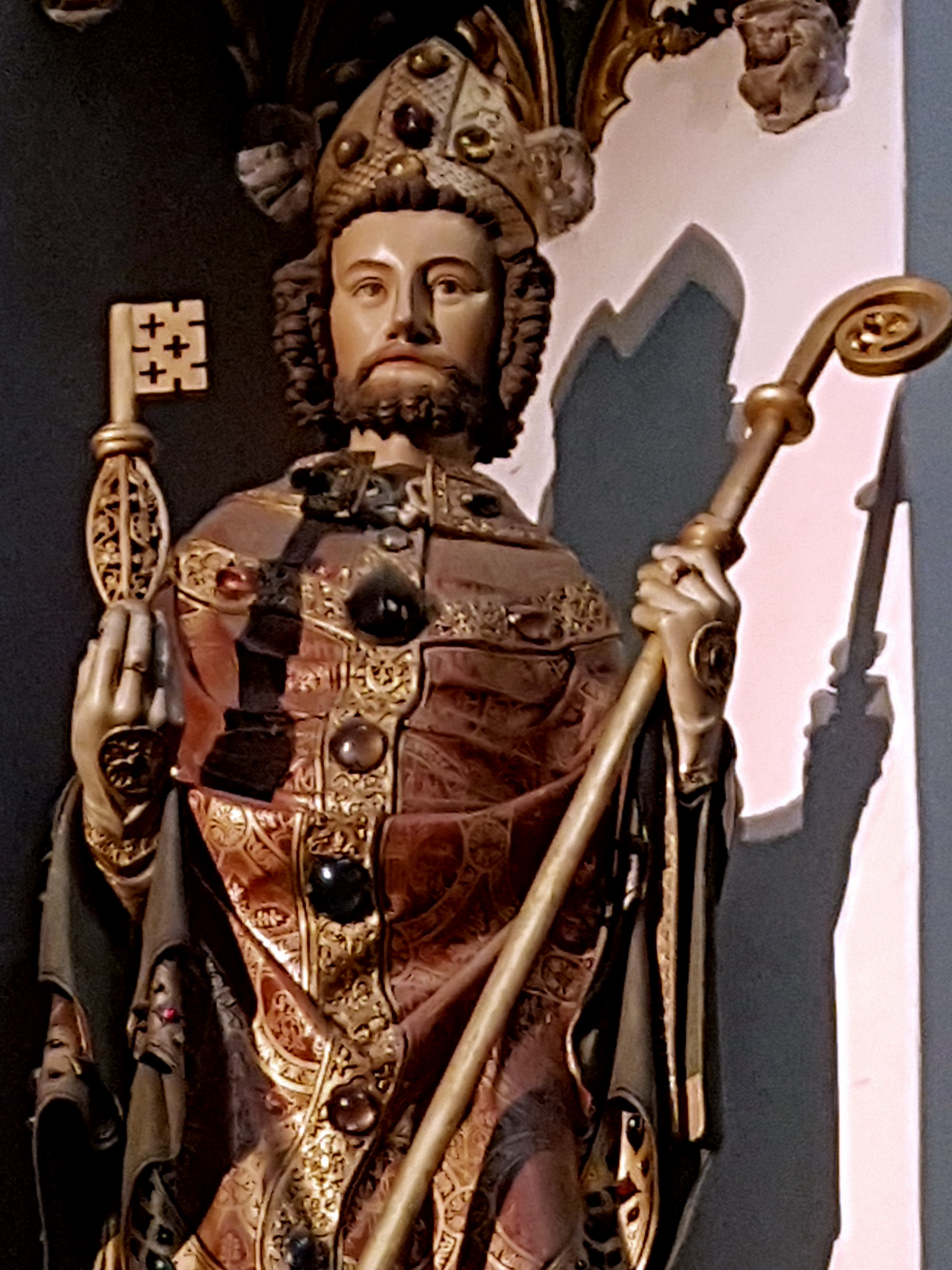
Detail Sint-Servaasbeeld met sleutel en bisschopsstaf
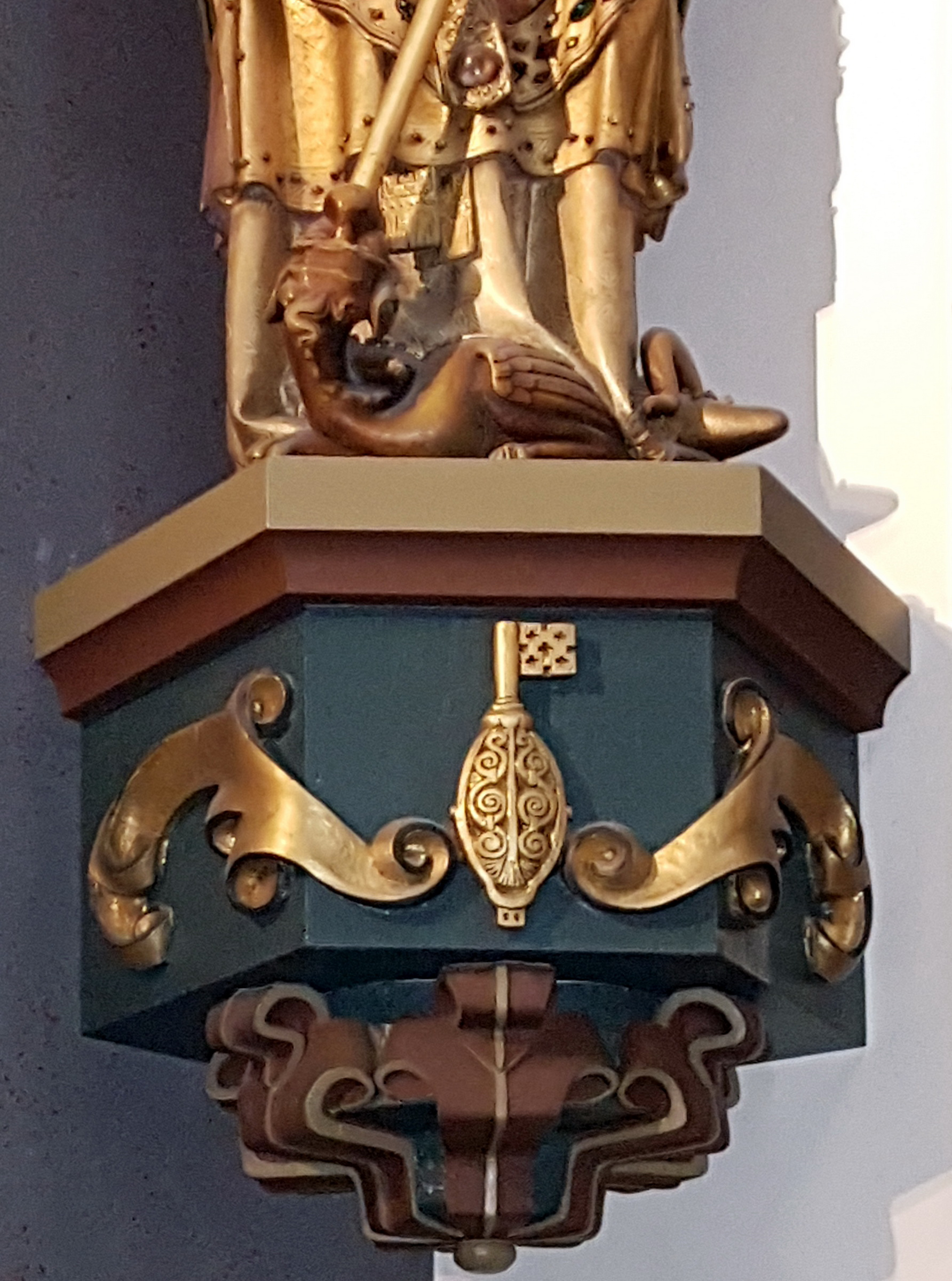
Idem, met draak en neogotische sokkel